# Mas Eres
El Mas Eres és un edifici del municipi de Fortià (Alt Empordà).

## Descripció
Casa de planta baixa i pis situada entre la plaça del poble i els Paradells. Presenta una coberta a doble vessant i una façana amb la pedra vista, la qual fins a les obres de reforma dels anys 2017-2018 encara mantenia una serigrafia que imitava la forma dels carreus. Sobre l'obertura central de la mateixa façana principal hi ha una inscripció en llatí i l'escut dels Noguer de Segueró. La composició de la façana mostra l'antiguitat de l'immoble i les diferents fases constructives del mateix.
La coberta conserva la ceràmica original, visible en el seu extrem sud. Els angles estan formats per carreus grans. Són destacables també els baixos de l'immoble, tots amb sostre de volta catalana. Al nord de l'edifici hi ha un cos modern, folrat amb fusta de pi, dedicat a espai expositiu, a l'entrada del qual hi ha la inscripció en metall "Poisson Roy".

## Història
La casa fou un dels masos construïts a la baixa edat mitjana fora del nucli emmurallat del poble, a les denominades valls de la força. Va ser passar a ser propietat de la família Noguer de Segueró al segle xvii, juntament amb un gran nombre de terres. Bona mostra de la propietat de l'edifici per part dels Noguer n'és l'escut heràldic de la façana principal. La casa ha patit nombroses reformes al llarg dels últims segles a causa dels estralls de les diferents guerres.
La casa és coneguda també com a can Puntí, cognom dels avantpassats dels últims masovers. Actualment és un habitatge i un espai expositiu.